# Plebiscyt Przeglądu Sportowego 1991
57. Plebiscyt Przeglądu Sportowego na najlepszego sportowca Polski zorganizowano w 1991 roku.

## Wyniki
1. Wanda Panfil - lekkoatletyka (802 382 pkt.)
2. Arkadiusz Skrzypaszek - pięciobój nowoczesny (661 776)
3. Artur Wojdat - pływanie (550 134)
4. Janusz Darocha - sport lotniczy (436 935)
5. Przemysław Saleta - kick-boxing (413 770)
6. Dorota Idzi - pięciobój nowoczesny (279 844)
7. Wanda Rutkiewicz - alpinizm (220 717)
8. Paweł Nastula - judo (212 669)
9. Mirosław Daszkiewicz - kulturystyka (205 957)
10. Krzysztof Martens - brydż sportowy (174 531)